# Райково (Ленінградська область)
Райково (рос. Райково) — присілок у Лузькому районі Ленінградської області Російської Федерації.
Населення становить 17 осіб. Належить до муніципального утворення Осьминське сільське поселення.

## Історія
Згідно із законом від 28 вересня 2004 року № 65-оз належить до муніципального утворення Осьминське сільське поселення.

## Населення
| 1838 | 1862 | 1885 | 1928 | 1965 | 1997 | 2007 |
| ---- | ---- | ---- | ---- | ---- | ---- | ---- |
| 190  | ↘154 | ↗206 | ↗276 | ↘105 | ↘15  | ↘14  |
| 2010 |      |      |      |      |      |      |
| ↗17  |      |      |      |      |      |      |